# Jarrod Jones
Jarrod Michael Jones (Michigan City, 24 maggio 1990) è un cestista statunitense con cittadinanza ungherese.

## Statistiche

### College
| Anno      | Squadra            | PG  | PT  | MP   | TC%  | 3P%  | TL%  | RP  | AP  | PRP | SP  | PP   |
| --------- | ------------------ | --- | --- | ---- | ---- | ---- | ---- | --- | --- | --- | --- | ---- |
| 2008-2009 | Ball St. Cardinals | 31  | 30  | 27,1 | 45,8 | 0,0  | 62,7 | 7,3 | 0,7 | 0,6 | 1,1 | 11,2 |
| 2009-2010 | Ball St. Cardinals | 30  | 29  | 28,9 | 44,2 | 0,0  | 66,1 | 7,4 | 0,7 | 0,6 | 1,1 | 12,2 |
| 2010-2011 | Ball St. Cardinals | 32  | 31  | 29,5 | 50,7 | 0,0  | 67,1 | 8,4 | 1,2 | 0,8 | 0,7 | 14,7 |
| 2011-2012 | Ball St. Cardinals | 30  | 29  | 31,2 | 48,2 | 37,1 | 76,8 | 8,7 | 0,8 | 0,7 | 0,8 | 14,7 |
| Carriera  | Carriera           | 123 | 119 | 29,2 | 47,3 | 27,7 | 68,4 | 8,0 | 0,9 | 0,7 | 0,9 | 13,2 |

### Eurocup
| Anno      | Squadra           | PG | PT | MP   | TC%  | 3P%  | TL%  | RP  | AP  | PRP | SP  | PP  |
| --------- | ----------------- | -- | -- | ---- | ---- | ---- | ---- | --- | --- | --- | --- | --- |
| 2015-2016 | Szolnoki Olaj     | 5  | 0  | 21,1 | 32,3 | 0,0  | 50,0 | 4,0 | 0,8 | 0,8 | 0,4 | 4,2 |
| 2018-2019 | Monaco            | 16 | 9  | 24,6 | 42,5 | 24,6 | 63,6 | 5,4 | 0,9 | 0,8 | 0,2 | 8,6 |
| 2019-2020 | Darüşşafaka       | 16 | 14 | 24,3 | 41,1 | 33,8 | 65,5 | 6,2 | 0,6 | 0,4 | 0,2 | 9,8 |
| 2020-2021 | Cedevita Olimpija | 15 | 7  | 24,6 | 39,8 | 34,2 | 75,9 | 4,6 | 0,5 | 0,7 | 0,3 | 9,9 |
| 2022-2023 | Joventut Badalona | 3  | 1  | 18,7 | 50,0 | 33,3 | -    | 3,0 | 0,3 | 0,3 | 0,0 | 7,7 |
| 2023-2024 | Türk Telekom      | 6  | 1  | 21,3 | 44,2 | 33,3 | 77,8 | 4,7 | 0,5 | 1,2 | 1,0 | 8,5 |
| Carriera  | Carriera          | 61 | 32 | 23,6 | 41,2 | 31,2 | 69,2 | 5,1 | 0,6 | 0,7 | 0,3 | 8,8 |

## Palmarès
- Campionato ungherese: 2

Albacomp: 2012-13
Szolnoki Olaj: 2015-16
- Campionato sloveno: 1

Cedevita Olimpija: 2020-21